# 938
| 938                |
| ------------------ |
| Dødsfald - Fødsler |
|                    |

| Gregoriansk kalender | 938 CMXXXVIII           |
| Ab urbe condita      | 1691                    |
| Armensk kalender     | 387 ԹՎ ՅՁԷ              |
| Kinesiske kalender   | 3634 – 3635 丁酉 – 戊戌 |
| Etiopisk kalender    | 930 – 931               |
| Jødisk kalender      | 4698 – 4699             |
| Hindukalendere       |                         |
| - Vikram Samvat      | 993 – 994               |
| - Shaka Samvat       | 860 – 861               |
| - Kali Yuga          | 4039 – 4040             |
| Iransk kalender      | 316 – 317               |
| Islamisk kalender    | 326 – 327               |

Se også 938 (tal)

## Begivenheder
Otto den Store erobrer Burgund og bekræfter samtidig sin autoritet i Bayern.